# Vol Dana Air 0992
Le vol Dana Air 0992 est un vol intérieur régulier, assuré par un McDonnel Douglas MD-83 de la compagnie aérienne nigériane Dana Air, reliant Abuja à Lagos, au Nigeria, qui s'est écrasé le 3 juin 2012 dans la banlieue très peuplée d'Iju-Ishaga, près de l'aéroport international Murtala-Muhammed de Lagos.
Avec un bilan de 159 morts, dont six au sol, c'est le troisième accident aérien le plus grave impliquant un appareil de type MD-80. C'est également le crash aérien le plus meurtrier survenu au Nigeria, après l'accident aérien de Kano, survenu le 22 janvier 1973 à Kano, où un Boeing 707 s'est écrasé à l’atterrissage, faisant 176 victimes.
L'enquête du Bureau nigérian d'enquête sur les accidents (en) (AIB) révèle que les deux moteurs de l'avion ont perdu de la puissance lors de l'approche sur Lagos. Un assemblage incorrect de plusieurs pièces dans les moteurs a sectionné la conduite de carburant, empêchant l'alimentation en carburant des deux moteurs. Après la première panne, survenue sur le moteur gauche, les pilotes ont choisi de ne pas déclarer d'urgence, jusqu'à ce que le deuxième moteur perde également de la puissance lors de l'approche finale. Le manque de conscience de la situation et la mauvaise prise de décision des pilotes ont finalement provoqué le crash de l'avion dans une zone densément peuplée.
Cet accident a une fois de plus mis en évidence le bilan du Nigeria en matière de sécurité aérienne. Il s'agit de la cinquième catastrophe aérienne majeure survenue au Nigeria en une décennie, après le vol EAS Airlines 4226 en 2002, le vol Bellview Airlines 210 et le vol Sosoliso Airlines 1145 en 2005, ainsi que le vol ADC Airlines 053 en 2006. Par conséquent, il a conduit à une refonte majeure du secteur aérien dans le pays ; depuis le crash du vol 0992, la sécurité aérienne du Nigeria s'est considérablement améliorée.

## Avion et équipage

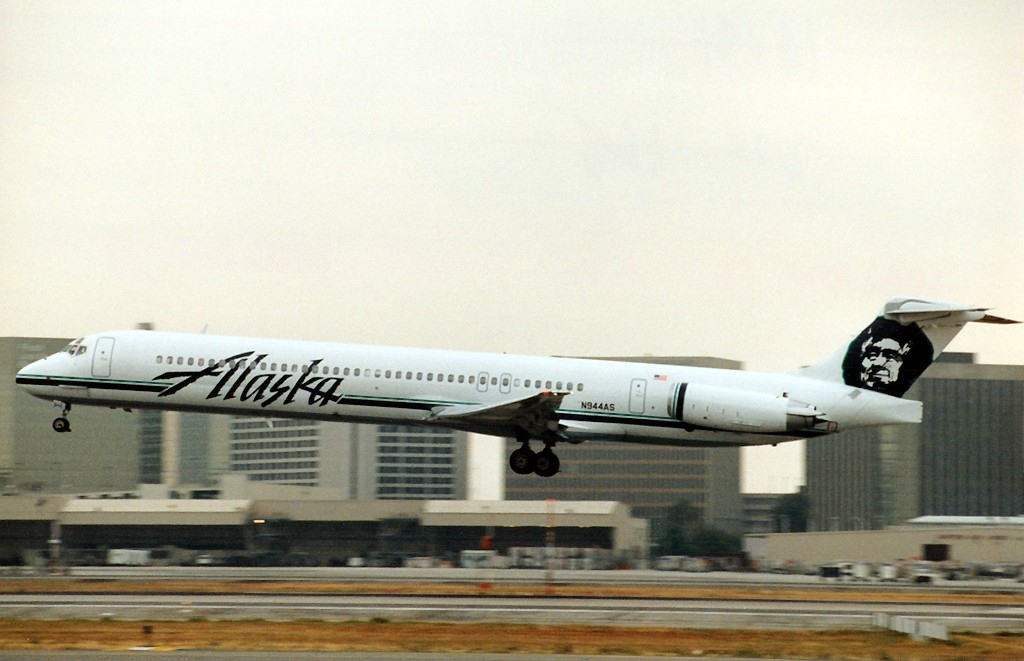
L'appareil impliqué dans l'accident, ici opérant pour Alaska Airlines, avec son ancienne immatriculation (N944AS), ici en juin 1991.

L'appareil impliqué était un McDonnell Douglas MD-83, un biréacteur court/moyen-courrier, immatriculé au Nigeria 5N-RAM (numéro de série 53019/1783), construit en 1990 et livré pour la première fois à Alaska Airlines sous l'immatriculation N944AS, et exploité jusqu'à ce que la compagnie aérienne retire ses MD-80 en 2008. Il a été vendu à une autre compagnie aérienne avant d'être acquis par Dana Air en février 2009,, La cellule avait accumulé plus de 60 800 heures de temps de vol au total, depuis sa création. Les moteurs de l'avion avaient plus de 55 300 et 26 000 heures de vol total avant l'accident. Le dernier entretien de l'avion a été effectué le 2 juin 2012, exactement la veille de l'accident.
Le commandant de bord est Peter Waxtan (55 ans), qui totalise 18 116 heures de vol à son actif, dont 7 466 heures sur MD-83. Il a été commandant de bord chez Spirit Airlines de 1997 à 2009. Il a également volé pour Falcon Air Express (en), une compagnie aérienne charter basée à Miami. Il a été embauché par Dana Air le 14 mars 2012. Il a commencé les vols de formation sous la supervision d'un commandant de bord instructeur le 26 avril 2012, après avoir suivi une formation au sol et une formation sur simulateur. Il détient plusieurs qualifications, notamment sur Airbus A320, Douglas DC-9, Fokker F27 et Saab 340. Sa licence de pilote a été suspendue par la Federal Aviation Administration (FAA), en raison de plusieurs atterrissages durs et pour avoir omis de signaler des problèmes de maintenance, il a ensuite reçu une nouvelle licence en août 2011.
Le copilote, Mahendra Singh Rathore (34 ans), compte 1 143 heures de vol, dont 808 heures sur MD-83. Il était auparavant employé chez Dana Air en tant que chef de cabine avant d'être embauché comme pilote en janvier 2011.

## Passagers
Le vol 0992 transportait 147 passagers, dont 15 ressortissants étrangers de 9 pays. Les étrangers étaient six ressortissants chinois, trois Américains, deux Indiens et un passager, ressortissant de chacun de ces pays : Bénin, Canada, Allemagne , France et Liban,.
| Nationalité | Passagers | Équipage | Total |
| ----------- | --------- | -------- | ----- |
| Nigeria     | 134       | 3        | 137   |
| Chine       | 6         | 0        | 6     |
| États-Unis  | 2         | 1        | 3     |
| Inde        | 1         | 1        | 2     |
| Bénin       | 1         | 0        | 1     |
| Canada      | 1         | 0        | 1     |
| France      | 1         | 0        | 1     |
| Allemagne   | 1         | 0        | 1     |
| Indonésie   | 0         | 1        | 1     |
| Liban       | 1         | 0        | 1     |
| Total       | 147       | 6        | 153   |

L'avion transportait six membres d'équipage, dont un commandant de bord américain, un copilote indien, un mécanicien navigant indonésien et trois agents de bord nigérians.

### Personnalités présentes à bord
- Le médecin et homme politique Benjamin Anyene a perdu au moins 6 membres de sa famille dans le crash dont son frère, sa belle-sœur et ses 3 neveux[11],[12].

Parmi les personnes à bord figuraient Celestine Onwuliri, époux de la ministre nigériane des Affaires étrangères de l'époque, Viola Onwuliri, Ehime Aikhomu, fils de feu l'amiral nigérian et ancien vice-président nigérian Augustus Aikhomu, Ibrahim Damcida, ancien secrétaire permanent du ministère nigérian des Finances, Levi Chibuike Ajuonuma, alors porte-parole de la Nigerian National Petroleum Corporation, et Shehu Sa'ad, directeur de la grande banque nigériane Mainstreet Bank Limited. Les médias locaux ont rapporté que plusieurs hauts responsables militaires étaient également sur le vol,.

## Déroulement du vol

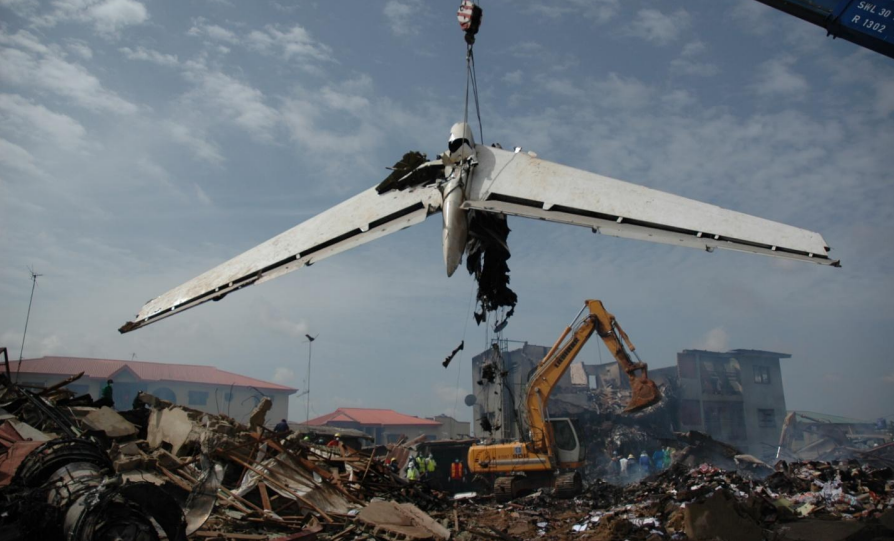
La partie restante de la queue du MD-83, retirée du lieu du crash.

Le vol 0992 était un vol intérieur régulier entre Abuja, la capitale nigériane, et Lagos, la plus grande ville du pays. Le MD-83 a quitté Abuja à 14h58, heure locale, avec 147 passagers et 6 membres d'équipage à bord, et avec 12 000 kg de carburant dans ses réservoir. Le vent était calme et les conditions météo étaient excellente ce jour-là. Le décollage est effectué par le copilote Rathore, qui était alors le pilote aux commandes (PF) sur ce vol. C'était un vol relativement chargé et à ce moment-là, l'avion était sur le trajet retour du deuxième vol de la journée depuis Abuja.

### Dysfonctionnement du moteur gauche
Environ 17 minutes après le décollage, l'équipage a remarqué une anomalie avec le moteur gauche, qui ne produisait pas assez de poussée malgré le réglage manuel de la manette des gaz. Le copilote Rathore a demandé au commandant Waxtan s'il devait appeler l'ingénieur pour analyser le problème, mais le commandant a refusé, affirmant que le copilote et lui pouvaient déterminer la cause du problème par eux-mêmes, et a déclaré que l'aide de l'ingénieur n'était pas nécessaire. Le commandant a ensuite demandé au copilote si l'un des membres de l'équipe au sol avait trafiqué le panneau près de la porte arrière de l'avion, et a ensuite déclaré que « le gars » avait des problèmes et était enragé contre eux. Avant le départ du vol pour Abuja, les deux pilotes et ceux du vol précédent ont eu une sorte de querelle en refusant la demande des ingénieurs au sol d'utiliser la porte arrière pour l'embarquement des passagers, d'où les soupçons du commandant sur la question.
L'équipage a néanmoins décidé de poursuivre le vol vers Lagos. Il n'a pas estimé que le problème était grave et a donc conclu qu'il n'était pas nécessaire de dérouter l'avion vers l'aéroport le plus proche, même s'il y avait des différences dans la valeur du rapport de pression du moteur (en) (EPR) et l'absence de réponse du moteur gauche, qui tournait au ralenti malgré le réglage de la manette des gaz. Il a alors contacté le contrôle aérien (ATC) de Lagos pour demander une autorisation de descente. Pendant toute la conversation, il n'y a pas eu une seule mention de la panne du moteur gauche. Ils n'ont pas non plus vérifié la liste de contrôle d'urgence en cas de panne moteur.
Alors que le vol 0992 était autorisé à descendre, le commandant a ordonné au copilote d'augmenter le taux de descente de l'avion, mais le copilote a refusé, déclarant que la descente progressive était beaucoup plus efficace pour maintenir leur altitude. Ils ont ensuite été autorisé par l'ATC à effectuer son approche vers la piste 18L. Encore une fois, l'équipage n'a pas émis d'appel de détresse, ni même mentionné le dysfonctionnement du moteur gauche ; l'avion a ensuite continué l'approche vers Lagos. Comme il a été confirmé que le moteur gauche ne répondait plus, le commandant de bord a repris les commandes au copilote, devenant ainsi pilote aux commandes. Le moteur droit, à ce moment-là, était toujours fonctionnel et l'équipage a donc pensé qu'il était toujours sûr de continuer le vol vers Lagos. 

### Dysfonctionnement du moteur droit
Alors que le vol 0992 se rapprochait de Lagos, l'équipage devint de plus en plus inquiet car il commença à recevoir une série de vecteurs radar, de cap et d'altitude de la part de l'ATC de Lagos. Ils passèrent d'une liste de contrôle à l'autre pour l'approche de Lagos. Cependant, ils ne lurent pas la liste de contrôle pour l'atterrissage avec un seul moteur qui leur avait été fournie. Leur altitude était un peu plus élevée que celle recommandée à ce moment-là et le commandant décida d'augmenter le taux de descente pour corriger cela. Il demanda alors au copilote de configurer l'avion pour l'atterrissage en réglant les volets à 15°. De cette façon, l'avion générerait une portance suffisante avec une traînée minimale. Cependant, même s'il avait décidé de configurer l'avion pour l'atterrissage, une poussée supplémentaire était toujours nécessaire pour l'approche finale. L'équipage se trouvait alors dans une situation difficile.
Le commandant a alors tenté de diminuer le taux de descente en augmentant la puissance du moteur droit. À sa grande surprise, le moteur droit n'a pas répondu. Les deux moteurs ont finalement complètement cessé de générer la poussée commandée par les pilotes. Réalisant la gravité de la situation, l'équipage a finalement déclaré une situation d'urgence alors qu'il se trouvait à 20 km de l'aéroport. 
Cependant, malgré l'urgence de la situation, l'équipage n'a même pas essayé de lire la liste de contrôle pour une telle situation. Ils ont immédiatement tenté de contacter la tour de contrôle pour obtenir les instructions pour l'atterrissage, mais sans succès. Les volets ont alors été déployés à 28° et le commandant a demandé au chef de bord de préparer la cabine pour l'atterrissage. À ce moment-là, rien n'indiquait que la situation n'était pas sous contrôle.
Quelques minutes plus tard, l'alarme d'altitude retentit et le commandant déclare avoir la piste en visuel. Les volets sont rentrés et l'équipage abaisse le train d'atterrissage. Comme les deux moteurs ont perdu leur capacité à générer la poussée commandée, le commandant conclut que « nous venons de perdre les deux moteurs ». Au cours des 25 secondes suivantes, en raison du manque de poussée des moteurs, le MD-83 continue de perdre sa vitesse et son altitude.

### Accident
L'avion a perdu sa puissance de ses deux moteurs et est descendu de plus en plus près du sol. L'équipage a alors appliqué plusieurs fois le compensateur du stabilisateur horizontal pour tenter d'éviter les obstacles et les bâtiments devant lui, mais il n'a pas réussi à arrêter la descente. Le vol 0992 a perdu rapidement de l'altitude et l'alarme d'altitude a retenti jusqu'au crash. 
Le MD-83 s'est écrasé dans le quartier densément peuplé d'Iju-Ishaga, à proximité de l'aéroport. Il a d'abord heurté le toit d'un immeuble de deux étages, appartenant à la Power Holding Company of Nigeria (en) (PHCN), avec son aile droite, puis la cime de plusieurs arbres et trois autres bâtiments. L'avion a ensuite explosé au sol et pris feu; l'incendie qui a suivi s'est ensuite rapidement propagé dans tout le quartier. L'un des bâtiments détruit était un immeuble en chantier ou était stocké des produits inflammables en prévision de son utilisation en tant qu'imprimerie, augmentant ainsi la violence de l'incendie.

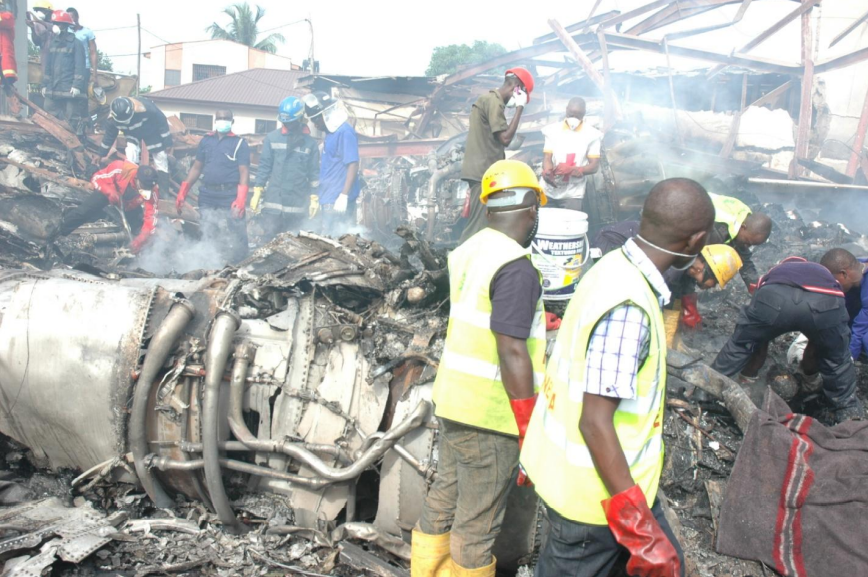
Site du crash du vol 0992, dans le quartier dIju-Ishaga.

La scène de l'accident devient vite chaotique : selon The Sun, plus de 500 000 habitants de Lagos se précipitent pour atteindre l'épave. Pendant que certains groupes essaient d'amener sur place des lances à incendies, des soldats tentent de disperser les spectateurs à coups de poing et de matraques de caoutchouc. De leur côté, ces spectateurs ont répliqué en lançant des pierres sur les militaires. Pendant plusieurs heures, l’eau nécessaire pour lutter contre l'incendie fait défaut. Peu de camions de pompiers peuvent accéder au lieu de l'accident du fait de l'étroitesse des ruelles de la banlieue avoisinante ; des civils essaient d'éteindre l'incendie tant bien que mal avec des seaux.
Les autorités ont réussi à éteindre les flammes, mais le feu avait complètement détruit l'ensemble de la structure de l'avion, la queue étant la seule partie de l'avion encore reconnaissable. Aucun survivant n'a été retrouvé sur le lieu du crash. Les 153 passagers et membres d'équipage ont péri ; au moins six personnes au sol ont également été tuées lors de l'accident. L'analyse médico-légale a finalement révélé que 27 personnes à bord de l'avion, toutes assises à l'arrière, avaient initialement survécu au crash. Certains résidents ont déclaré qu'ils avaient essayé de s'échapper de l'épave en feu et que les habitants avaient tenté d'ouvrir la sortie de secours pour les sauver. Cependant, ils ont rapidement succombé en raison de la fumée et des nombreuses explosions qui ont suivi.

## Enquête

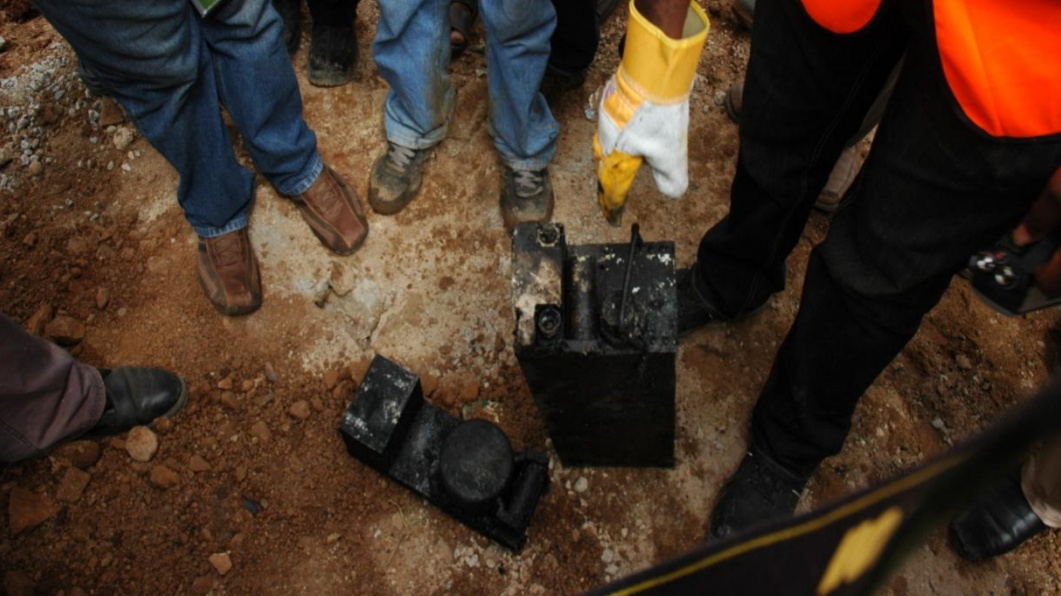
Les deux enregistreurs de vol carbonisés, récupérés sur le site du crash du vol 0992.

Étant donné que l'avion était de fabrication américaine, le Conseil national de la sécurité des transports (NTSB) avait le statut d'observateur pour l'enquête. La Federal Aviation Administration (FAA), Boeing et Pratt & Whitney Canada ont également envoyé leurs représentants pour aider les enquêteurs.
L'enregistreur phonique (CVR) et l'enregistreur de paramètres (FDR) ont été récupérés sur le lieu de l'accident, le 4 juin, tous deux carbonisés. Les dommages causés au FDR par l'incendie qui a suivi l'accident ont été si graves que la bande numérique de l'enregistreur a fondu, rendant l'exploitation de ses données impossible pour les enquêteurs. Cependant, la carte mémoire du CVR était toujours en bon état, malgré son boîtier gravement brûlé. Près de 31 minutes de conversation ont été récupérées dans le CVR.
L'enquête a notamment montré que la licence de vol du commandant Waxtan, qui était employé par Dana Air depuis le 14 mars 2012, avait été suspendue en 2009 par la FAA pour certains délits, liés pour la plupart à des atterrissages brutaux et à des erreurs de maintenance non signalées. La licence revalidée, qui lui avait été délivrée par l'Autorité de l'aviation civile nigériane (en) (NCAA), était tamponnée mais n'était signée par aucun responsable de la NCAA.
L'enquête a également révélé que le commandant avait reçu plusieurs commentaires de la part de son instructeur pour améliorer ses performances. Cependant, l'AIB n'a pu trouver aucun document prouvant qu'il avait effectivement amélioré ses performances de vol. Il n'y avait pas non plus de preuve documentaires indiquant qu'il avait respecté les exigences obligatoires pour le recrutement, y compris l'entretien de sélection et la vérification de ses antécédents chez d'autres compagnies aériennes. Toutes ses informations indiquaient qu'il avait été embauché à la hâte par Dana Air. L'évaluation des performances indiquait également qu'il avait été formé à la hâte pour piloter immédiatement sur MD-83, même s'il y avait de nombreuses notes concernant ses performances de vol insatisfaisantes.

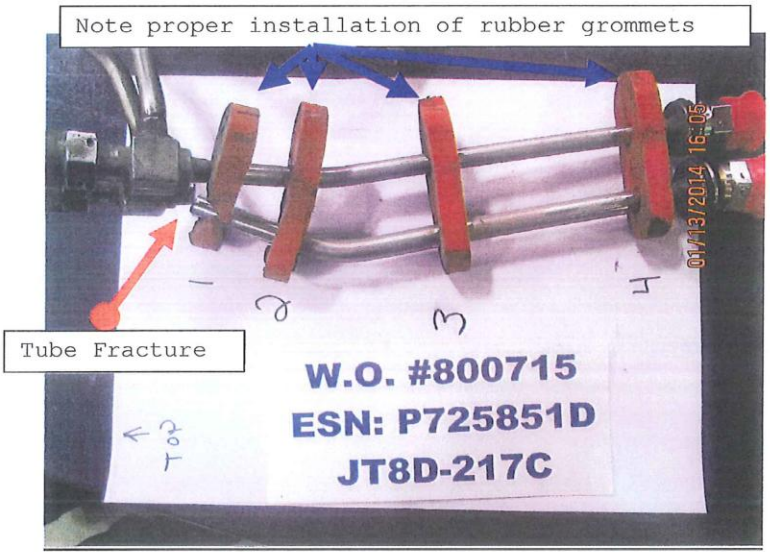
Le conduit d'alimentation en carburant du moteur gauche sans son raccord de protection. Une séparation complète du tube de son point de connexion est visible sur la photo.

Le démontage des moteurs a montré que le moteur gauche, ainsi que le moteur droit, avaient été révisé en Floride en août et septembre 2011 par Millenium Engine Associates Inc et que les deux révisions n'ont pas été effectuées conformément à un bulletin de service publié par Pratt & Whitney en 2003, qui indiquer la possibilité de fractures au niveau du collecteur de carburant secondaire, conduisant à des fuites de carburant en vol. Il demandait à tous les exploitants de MD-80 l'installation de nouveaux collecteurs de carburant secondaires, incorporant des tubes fabriqués à partir d'un nouveau matériau plus résistant contre la fatigue, dont la durée de vie était environ deux fois supérieure à celle du matériau constituant les tubes précédents.
De plus, la société a installé les nouveaux collecteur de manière incorrecte, ce qui a accru la contrainte de flexion sur les tubes d'admission du collecteur secondaire. Finalement, les deux moteurs avaient des collecteurs de carburant primaires et secondaires fracturés, fissurés, pliés, tordus ou pincés, ce qui a entraîné des fuites de carburant, une baisse significative du débit de carburant vers le conduit de dérivation, une perte de poussée des moteurs et une défaillance évidente du moteur répondant au mouvement de la manette des gaz.
Ces dommages était similaire à celui du moteur gauche d'un autre MD-83 de Dana Air, immatriculé 5N-SAI, qui a été impliqué dans un incident similaire en octobre 2013, lors duquel l'avion est revenu à son aéroport de départ avec le moteur ne répondant pas aux mouvements de la manette des gaz. Ce moteur, dont l'entretien avait également été supervisé par Millenium Engine Associates Inc, n'était pas non plus conforme au bulletin de service publié.

### Rapport final
Le 13 mars 2017, un rapport final de 210 pages sur l'accident du vol 0992 a été publié et rendu public par l'AIB. Les enquêteurs ont identifiés les facteurs probables suivants :
- Le moteur gauche a perdu de la puissance 17 minutes après le début du vol, puis, lors de l'approche finale, le moteur droit a perdu de la puissance et n'a pas répondu au mouvement de la manette des gaz lors de la demande de puissance accrue pour maintenir l'avion dans sa configuration de vol.

- L'omission inappropriée de l'utilisation de la liste de vérification et l'incapacité de l'équipage à évaluer la gravité du problème lié à l'alimentation électrique de l'avion, ainsi que son incapacité ultérieure à atterrir sur l'aéroport le plus proche.

- Le manque de connaissance de la situation, les prises de décision inappropriées et la mauvaise maîtrise du pilotage durant les dernières minutes du vol.

L'AIB a émis plusieurs recommandations aux parties concernées, principalement à Dana Air. La NCAA a reçu l'ordre d'intensifier sa surveillance, notamment en matière de maintenance, de réparation et de révision des avions. La FAA a été priée de veiller à ce que Pratt & Whitney reclassifie la publication du bulletin de service comme obligatoire et de repenser le calage et l'installation de l'ensemble du collecteur pour qu'il puisse rester infaillible et éviter ainsi toute installation incorrecte.

## Réactions
Le 3 juin 2013, le gouvernement de Lagos a dévoilé un cénotaphe commémoratif pour les victimes du vol 0992,.